# Flangebouche
Flangebouche település Franciaországban, Doubs megyében. Lakosainak száma 833 fő (2022. január 1.). Flangebouche Grandfontaine-sur-Creuse, Orchamps-Vennes, Loray, Gilley, Longemaison és Avoudrey községekkel határos.

## Népesség
A település népességének változása:
| Lakosok száma | 582  | 527  | 558  | 611  | 724  | 749  | 779  | 788  | 807  | 833  |
|               | 1968 | 1982 | 1990 | 2006 | 2013 | 2015 | 2017 | 2019 | 2020 | 2022 |